# Європейський комісар з питань конкуренції

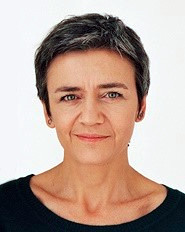
Маргрете Вестагер

Європейський комісар з питань конкуренції (англ. European Commissioner for Competition) — посада в Європейській комісії, відповідальна за конкуренцію в країнах Європейського Союзу.

## Функції
Відповідно до мандату до сфери відповідальності комісара входить:
- приведення у виконання правил конкуренції для ефективного функціонування внутрішнього ринку;
- примушення до дотримання правил конкуренції під час злиття і поглинання, субсидування (в тому числі в галузі транспорту й енергетики);
- розвиток ринкового моніторингу;
- просування дотримання антимонопольного законодавства та міжнародної кооперації з антимонопольними органами за межами ЄС.

## Список комісарів
|    | Ім'я                | Країна          | Період                        | Комісія                                             |
| -- | ------------------- | --------------- | ----------------------------- | --------------------------------------------------- |
| 1  | Ганс фон дер Гребен | Німеччина       | 1958—1967                     | Комісія Хальштайна                                  |
| 2  | Ман Сассен          | Нідерланди      | 1967—1971                     | Комісія Рея                                         |
| 3  | Альбер Боршетте     | Люксембург      | 1971—1972 1972—1973 1973—1976 | Комісія Мальфатті Комісія Мансхольта Комісія Ортолі |
| 4  | Раймон Вуель        | Люксембург      | 1976—1981                     | Комісія Дженкінса                                   |
| 5  | Франс Андріссен     | Нідерланди      | 1981—1985                     | Комісія Торна                                       |
| 6  | Пітер Сазерленд     | Ірландія        | 1985—1989                     | Комісія Делора I                                    |
| 7  | Леон Бріттан        | Велика Британія | 1989—1993                     | Комісія Делора II                                   |
| 8  | Карел ван Мірт      | Бельгія         | 1993—1994 1995—1999           | Комісія Делора III Комісія Сантера                  |
| 9  | Маріо Монті         | Італія          | 1999—2004                     | Комісія Проді                                       |
| 10 | Нелі Крус           | Нідерланди      | 2004—2010                     | Комісія Баррозу I                                   |
| 11 | Хоакін Альмунія     | Іспанія         | 2010—2014                     | Комісія Баррозу II                                  |
| 12 | Маргрете Вестагер   | Данія           | від 2014                      | Комісія Юнкера                                      |